# Грунь (Охтирський район)
Грунь — село в Україні, у Грунській сільській громаді Охтирського району Сумської області. Населення 2220 осіб. З 2016 року центр Грунської сільської громади. Орган місцевого самоврядування — Грунська сільська рада. Розташоване на річці Грунь.

## Географія
Село Грунь знаходиться на березі річки Грунь, вище за течією на відстані 3 км розташоване село Пластюки, нижче за течією на відстані 1,5 км розташоване село Шенгаріївка (Зіньківський район). На відстані до 2-х км розташовані села Бурячиха, Шолудьки і Бандури.

## Історія

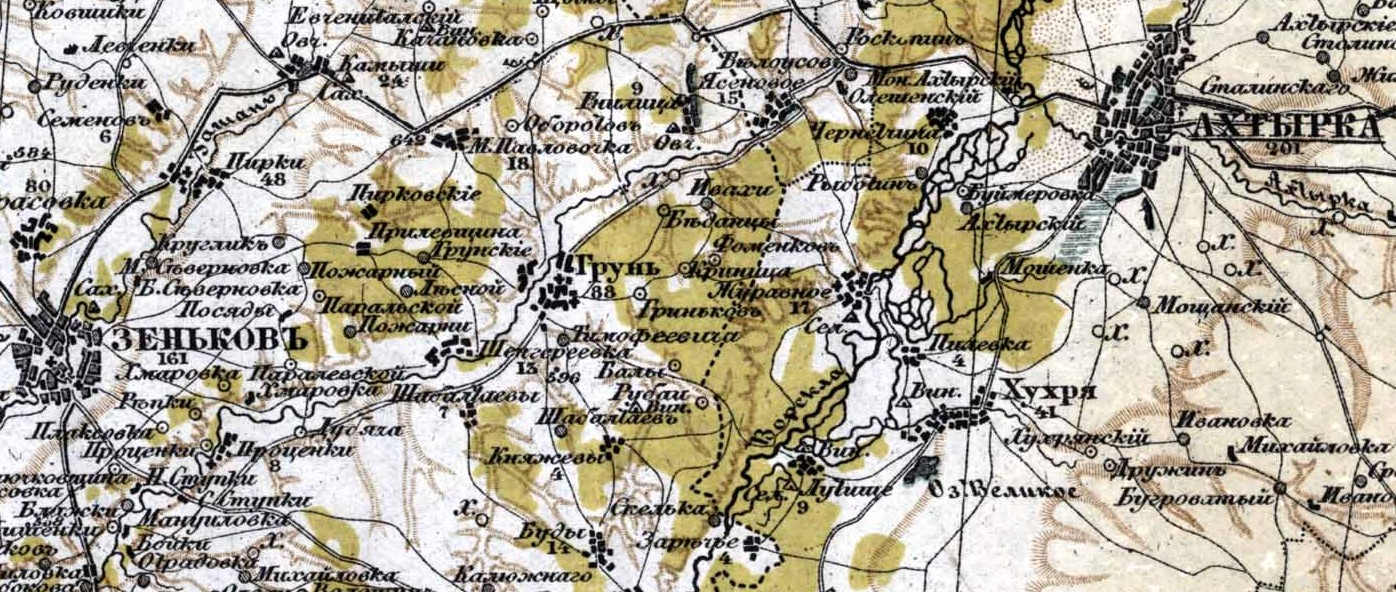
Містечко Грунь Зіньківського повіту на карті 1916 року

Містечко Грунь засновано на землях Гетьманщини поблизу кордону Слобідської України. Було центром Грунської сотні Гадяцького полку.
На 1859 рік містечко Грунь налічувало 1552 двори, у яких жило 6637 осіб.
Село особливо постраждало внаслідок геноциду українського народу, здійснюваного урядом СРСР під керівництвом Комуністичної партії у 1932—1933 та 1946—1947 роках. Під час організованого радянською владою Голодомору 1932—1933 років померло щонайменше 209 жителів села.
В часі війни з нацистською Німеччиною Червона армія з боями відійшла із Груні 8 жовтня 1941 року.
До 1959 року село Грунь було адміністративним центром Грунського району Сумської області. Після ліквідації району його територія включена до Охтирського району.
12 червня 2020 року, відповідно до розпорядження Кабінету Міністрів України № 723-р «Про визначення адміністративних центрів та затвердження територій територіальних громад Сумської області», село увійшло до складу Грунської сільської громади.
19 липня 2020 року, в результаті адміністративно-територіальної реформи та ліквідації Охтирського району(1923-2020), громада увійшла до складу новоутвореного Охтирського району.

## Населення

### Мова
Розподіл населення за рідною мовою за даними перепису 2001 року:
| Мова       | Кількість | Відсоток |
| ---------- | --------- | -------- |
| українська | 2156      | 97.12%   |
| російська  | 55        | 2.48%    |
| вірменська | 7         | 0.32%    |
| білоруська | 1         | 0.04%    |
| румунська  | 1         | 0.04%    |
| Усього     | 2220      | 100%     |

## Економіка
- Свино-товарна ферма.
- ТОВ «1-е Травня».
- Допоміжна школа-інтернат для дітей з відставанням в розумовому та фізичному розвитку (закритий в зв'язку з реформами з часів Петра Порошенка).

## Об'єкти соціальної сфери
- Дитячий садок
- Школа.
- Музична школа
- Учебно-виробничий комбінат
- Народний музей Остапа Вишні.

## Відомі люди
- Анисимо-Яновський Петро Йосипович (1770—1809) — військовий лікар.
- На хуторі Чечва поблизу, на той час, містечка Грунь народились українські письменники Василь Чечвянський (В. М. Губенко 1888—1938) та його молодший брат Остап Вишня (1889—1956).
- Бугаєнко Григорій Олексійович (1917—2000) — український, радянський фізик у галузі класичної механіки, професор, Заслужений працівник вищої школи Української РСР.
- Дехтяренко Андрій Миколайович (1909—1942) — радянський льотчик.
- Дульський Денис Валентинович (1995—2022) — старший солдат збройних сил України, учасник російсько-української війни.
- Дяченко Лавр Іванович (1900—1937) — український поет і публіцист.
- Киясь Іван Трохимович (1928—2015) — шахтар, машиніст вугільного комбайну шахти № 22 шахтоуправління тресту «Сніжнянантрацит» Донецької області. Герой Соціалістичної Праці (29.06.1966). Депутат Верховної Ради УРСР 7—8-го скликань.
- Кох Анатолій Олександрович (1887—1964) — український есперантист.
- Кулик Олександр — український військовик, учасник російсько-української війни[7].
- Лещенко Анастасія Кирилівна (1906—1995) — вчений-селекціонер.
- Сайко Андрій Трохимович (1918—2005) — педагог, організатор науки і освіти на Донбасі, Заслужений учитель України.
- Сахновський Георгій Леонідович (1906—1988) — український радянський діяч, міністр фінансів УРСР, міністр торгівлі УРСР. Член ЦК КПУ в 1954 — 1966 р. Кандидат в члени ЦК КПУ в 1966 — 1971 р. Депутат Верховної Ради УРСР 2-7-го скликань.
- Чернявський Олексій Пилипович (1942) — 1-й заступник голови виконкому Сумської обласної ради, начальник управління сільського господарства Сумського облвиконкому. Народний депутат України 1—2-го скликань. Кандидат економічних наук.
- Антон Олександрович Вельбой (Wellboy) (2000) — відомий український співак.